# Ship Arriving Too Late to Save a Drowning Witch
Ship Arriving Too Late to Save a Drowning Witch è il decimo album in studio di Frank Zappa, pubblicato nel 1982.

## Il disco
Il titolo dell'album tradotto in italiano significa: Nave che arriva troppo tardi per salvare una strega che annega e prende il nome da un Droodle di Roger Price richiamato anche nel titolo e nel testo del primo brano della seconda facciata.
Il disco fu registrato tra l'estate del 1981 e gli inizi del 1982. Le tracce-base di alcuni brani (sicuramente Drowning Witch e Teen-age Prostitute) furono incise durante alcune esibizioni dal vivo effettuate da Zappa e soci tra il settembre e il dicembre 1981.
Questo lavoro è divenuto famoso principalmente per la presenza del pezzo Valley Girl, con testi e voce di Moon Unit Zappa, figlia all'epoca quattordicenne di Frank, dove vengono citati e stereotipati alcuni modi di dire tipici dello slang giovanile parlato nella San Fernando Valley in California. Tale pezzo è storicamente conosciuto per essere stato l'unico singolo di Frank Zappa ad entrare nella Top 40 di Billboard.

## Tracce
1. No Not Now – 5:50
2. Valley Girl – 4:50 (Frank Zappa, Moon Zappa)
3. I Come from Nowhere – 6:09
4. Drowning Witch – 12:03
5. Envelopes – 2:45
6. Teen-age Prostitute – 2:41

## Formazione
- Frank Zappa - chitarra solista, cori;
- Steve Vai - chitarra;
- Ray White - chitarra ritmica, cori;
- Tommy Mars - tastiere;
- Bobby Martin - tastiere, sax, cori;
- Ed Mann - percussioni;
- Scott Thunes - basso su Drowning Witch, Envelopes, Teen-age Prostitute e Valley Girl;
- Arthur Barrow - basso su No Not Now e la prima parte di I Come From Nowhere;
- Patrick O'Hearn - basso durante l'assolo di chitarra in I Come From Nowhere;
- Chad Wackerman - batteria;
- Roy Estrada - voce solista in I Come From Nowhere;
- Ike Willis - cori;
- Bob Harris - cori;
- Lisa Popeil - voce solista su Teen-age Prostitute;
- Moon Zappa - voce principale su Valley Girl.

## Crediti tecnici
- Frank Zappa - produzione;
- Mark Pinske - ingegnere del suono per le tracce-base e le sovraincisioni;
- Bob Stone - ingegnere del suono per le sovraincisioni e il remissaggio;
- Roger Price - illustrazione di copertina;
- John Vince - grafica.